# Ampulex canaliculata
Ampulex canaliculata là một loài côn trùng cánh màng trong họ Ampulicidae, thuộc chi Ampulex. Loài này được Say miêu tả khoa học đầu tiên năm 1823.